# سلمى الراضي
سلمى سليم الراضي  عالمة أثار عراقية (23 يوليو 1939 - 7 أكتوبر 2010)
ولدت ببغداد و أقامت في طفولتها وصباها في الكثير من الدول بحكم عمل والدها سفيرا، خصوصا لدى إيران والهند. وتخرجت في جامعة كامبريدج التي درست فيها الآثار واللغات السامية القديمة، ثم نالت الماجستير من جامعة كولومبيا الأميركية، قبل أن تحصل على الدكتوراه من جامعة أمستردام في هولندا.
عملت في الكثير من المواقع التاريخية في بلدها العراق، وأيضا في سورية وتركيا ولبنان والكويت ومصر، بالإضافة إلى اليمن الذي زارته في أوائل سبعينيات القرن الماضي فأصبح مسقط قلبها حيث أمضت 24 عاما هناك منذ عام 1977 ، وانخرطت في البحث عن الدعم لترميم المدرسة العامرية العائد إلى بدايات القرن الخامس عشر الميلادي والمؤلف من جامع وقصر ومدرسة كانت قد هوت وتحولت إلى خرائب قبل أن تنتشلها يد الترميم وتزيل غبار العصور عن جدرانها البديعة المنقوشة.
كرمها الرئيس اليمني كونها صاحبة المشروع بمنحها ميدالية الثقافة. كما نالت جائزة الأغا خان العالمية في الحفاظ على الإرث المعماري، عام 2005، عن ترميم المدرسة الأميرية.
شاركت سلمى في لجنة «آغا خان» لتقييم ترميم الآثار الإسلامية، ومنها جسر موستار في البوسنة، والمركز التاريخي لبخارى في أوزبكستان. وكانت مستشارا لصندوق الأمير كلاوس في هولندا، وعضوا في مجلس إدارة معهد غيتي.
والدكتورة سلمى هي ابنة الدبلوماسي العراقي سليم الراضي وشقيقة الفنانة المعروفة في فن الخزف المرحومة نهى الراضي.
توفيت في الولايات المتحدة بعد اصابتها بسرطان المبيض في السابع من تشرين الأول (أكتوبر) 2010.